# Big Dry Creek (Missouri River)
Der Big Dry Creek ist ein rund 125 Kilometer langer rechter Nebenfluss des Missouri River im US-Bundesstaat Montana, der seit den 1930er Jahren in den Fort Peck Lake mündet. Dabei durchquert er trockene Kurzgrasprärie in den Countys Garfield und McCone.
Benannt wurde er von Lewis und Clark, die den Fluss bei ihrer Entdeckung ausgetrocknet vorfanden.

## Verlauf
Der Big Dry Creek entspringt im südwestlichen Garfield County auf etwa 1078 m zwischen dem McGinnis Butte im Westen und dem Emma Butte im Osten rund 16 km südöstlich von Sand Springs. Er fließt anfangs vorwiegend nach Norden, wobei ihm die Ingomar Road folgt. Kurz nach der Quelle, nach der Unterquerung der Murray Road, folgt ein kleines Reservoir sowie nach der Unterquerung der Ingomar Road ein weiteres. Wenig später mündet von links das Wasser der Schlucht Brickhammer Coulee in den Fluss.
Er wendet sich nach dessen Einmündung nach Nordosten und danach nach der Brücke der Fitch Road kurz nach Norden. Nach der Einmündung des Dugout Coulee fließt er wieder nach Nordosten und nimmt kurz darauf den Haislett Creek von links auf. Er unterquert die Dutton Lane und wendet sich nach Norden, wobei er vom Montana Highway 200 überbrückt wird. Er fließt nun wieder kurz nach Nordosten und nimmt dabei die von links zufließenden Bäche Steve Forks, Lone Tree Creek und Smoky Butte Creek auf, ehe er ostwärts weiterfließt. Der Big Dry Creek erreicht nur wenig später die Town und County Seat Jordan, in der er erneut vom Montana Highway 200 überbrückt wird.
Nach Jordan mündet von links der Vait Creek sowie der Jones Creek und von rechts der Sand Creek, bevor er erneut den Montana Highway 200 unterquert. Es münden zugleich von rechts der L S Creek sowie der Ada Creek und von links der Frazier Creek sowie der Kelly Creek. Nur wenig später, nahe Van Norman, fließt ihm rechtsseitig der Little Dry Creek zu, und der Fluss wendet sich nach Norden. Er nimmt nun von rechts den Coal Creek und von links den Woody Creek, nach dessen Einmündung er das Charles M. Russell National Wildlife Refuge erreicht. Nach der linksseitigen Mündung des Flat Creek bildet er kurz die Grenze zwischen den beiden Countys, ehe er auf das Gebiet des McCone County übertritt und zugleich den Timber Creek von rechts aufnimmt.
Schließlich mündet der Big Dry Creek auf 685 m in den Dry Arm, den tief nach Süden ragenden Arm des Stausees Fort Peck Lake.